# 鄒墀
鄒墀（1537年—？），字朝卿，號龍望，浙江紹興府餘姚縣人，明朝政治人物。

## 生平
嘉靖四十三年（1564年）甲子科浙江鄉試第七十名舉人，隆慶二年（1568年）戊辰科三甲八十四名進士。授刑部主事，升郎中。萬曆九年（1581年），任福建泉州府知府。擢升福建副使，万历十六年（1588年）七月升本省右参政，遷广东按察使，二十一年五月升江西右布政使，七月进左布政。以考察降调河南右参政，二十八年九月升湖广按察使、整饬苏松地方兵备。三十二年升廣西右布政使。

## 家族
曾祖父鄒冕，曾任訓導；祖父鄒鵠，曾任州同知；父親鄒大紀。母吳氏。慈侍下。兄鄒譽。弟鄒坦、邹坤。孫鄒敬安。